# 多夫傑波列 (杜布諾區)
50°18′32″N 25°50′34″E / 50.30889°N 25.84278°E
多夫傑波列（烏克蘭語：Довге Поле），是烏克蘭的村落，位於該國西北部羅夫諾州，由杜布諾區負責管轄，面積71平方公里，海拔高度247米，2001年人口415，人口密度每平方公里5.85人。